# Southern rock
Southern rock is een muziekstijl die erg populair was in de jaren zestig en zeventig van de twintigste eeuw en daarna een grote schare fans behield. Deze vorm van rock is ontstaan in de Zuidelijke Verenigde Staten uit onder meer de bluesrock en honky-tonk, en is in het algemeen geconcentreerd rond elektrische gitaar en zang. Josha Guthman noemde in zijn top 10 van Southern Rockers:The Allman Brothers Band, Lynyrd Skynyrd, Lucinda Williams, Uncle Tupelo, Gram Parsons, The Sir Douglas Quintet, Drive-By Truckers, The Band (hoewel zij uit Canada komen),The Swampers en Elvis Presley.

## Jaren zestig en zeventig
Southern rock was in de jaren zestig en zeventig van de 20ste eeuw de term die gebruikt wordt om de muziek te omschrijven die gemaakt werd door eerst The Allman Brothers Band, gevolgd door Lynyrd Skynyrd. De bezetting met twee of drie solo-gitaristen is kenmerkend voor het genre.
The Allman Brothers Band baseerde zich op de harde bluesrock zoals die van bands als Cream en The Grateful Dead, Lynyrd Skynyrd werd geïnspireerd door The Allman Brothers. Beide bands verloren gezichtsbepalende leden door ongelukken (motorongeluk Duane Allmann, vliegtuigongeluk Ronnie van Zant). Een van de succesvolste bands in het genre werd Creedence Clearwater Revival.
Andere voorbeelden:
- Eric Quincy Tate
- Black Oak Arkansas
- Blackfoot
- Grinderswitch
- The Outlaws
- Pointblank
- Cooper Brothers
- ZZ Top
- Hydra
- Marshall Tucker Band
- Atlanta Rhythm Section

## Jaren tachtig
In de jaren tachtig bloedde het genre enigszins dood. Bands waren
- Rossington-Collins Band
- Molly Hatchet
- Allen Collins Band
- .38 Special

## Jaren negentig tot heden
Eind jaren negentig kwam er een revival van het genre, door bands als  The Black Crowes en Drive-by Truckers.
Andere bands waren
- Skinny Molly
- The Black Crowes
- Derek Trucks Band
- Gov't Mule
- Jamey Johnson
- Blackberry Smoke
- Black Bottle Riot
- Kings of Leon
- The Cadillac Three

## zie ook
- Swamprock
- Countryrock
- Rootsrock